# 丁列
丁列（越南语：／，？—1471年），即黎列，越南后黎朝初期将领，为蓝山起义时黎利麾下重要将领之一。
丁列是清化寿春县人。1416年，清化豪族黎利舉行隴崖會誓，丁列與黎慎、黎文安、黎文零、鄭可、張雷、黎柳、裴國興、黎寧、黎獫、武威、阮廌、黎來、劉仁澍、黎涪、阮理、張斕等十八人一起，與黎利一同祭拜東王公，發動藍山起義以反抗明朝的統治。后来追随黎利到了至灵山。1424年，黎利听从阮隻的建议夺取了茶隆州，并准备计划下一步攻取乂安。明将陈智等人水陆并进攻打茶隆。黎利率兵到兰江上游设伏，又派丁列带一千人从间道占据杜家縣（今河静省香山县境内），两路伏兵夹击，大败明军。
在1427年支棱之役中，丁列与刘仁澍、黎冷、黎察、黎受等人率兵一万、战象五头埋伏于支棱关，大破明军。
后黎朝建立之后，丁列获封永禄大夫、金吾卫大将军，被列为开国的一等功臣，赏爵上智字，与阮廌、郑可、陈元扞、范文巧、黎察、黎银等人获得穿红绯的特权。1429年，封廷上侯。